# مهرداد یزدانی
مهرداد یزدانی، (متولد ۱۹۵۹ یزد) معمار ایرانی است.
نشریه پراگرسیو آرکیتکچر (به انگلیسی: Progressive Architecture) یزدانی را «یکی از معماران برتر جهان در آینده نزدیک» نامیده‌است.
یزدانی در دانشگاه‌های تگزاس-آستین و دانشگاه هاروارد تحصیلات خود را در معماری به پایان رسانید، و مدتی نیر در دانشگاه تگزاس در آرلینگتون تدریس نمود.
یزدانی در سال ۱۹۹۹ برنده مسابقه طرح ایستگاه متروی لس‌آنجلس در هالیوود گردید. همین طرح وی یکی از «۲۵۰ طرح کلیدی معماری در قرن بیستم آمریکا» نامگذاری گردیده‌است.

## جوایز بعد از سال ۲۰۰۰

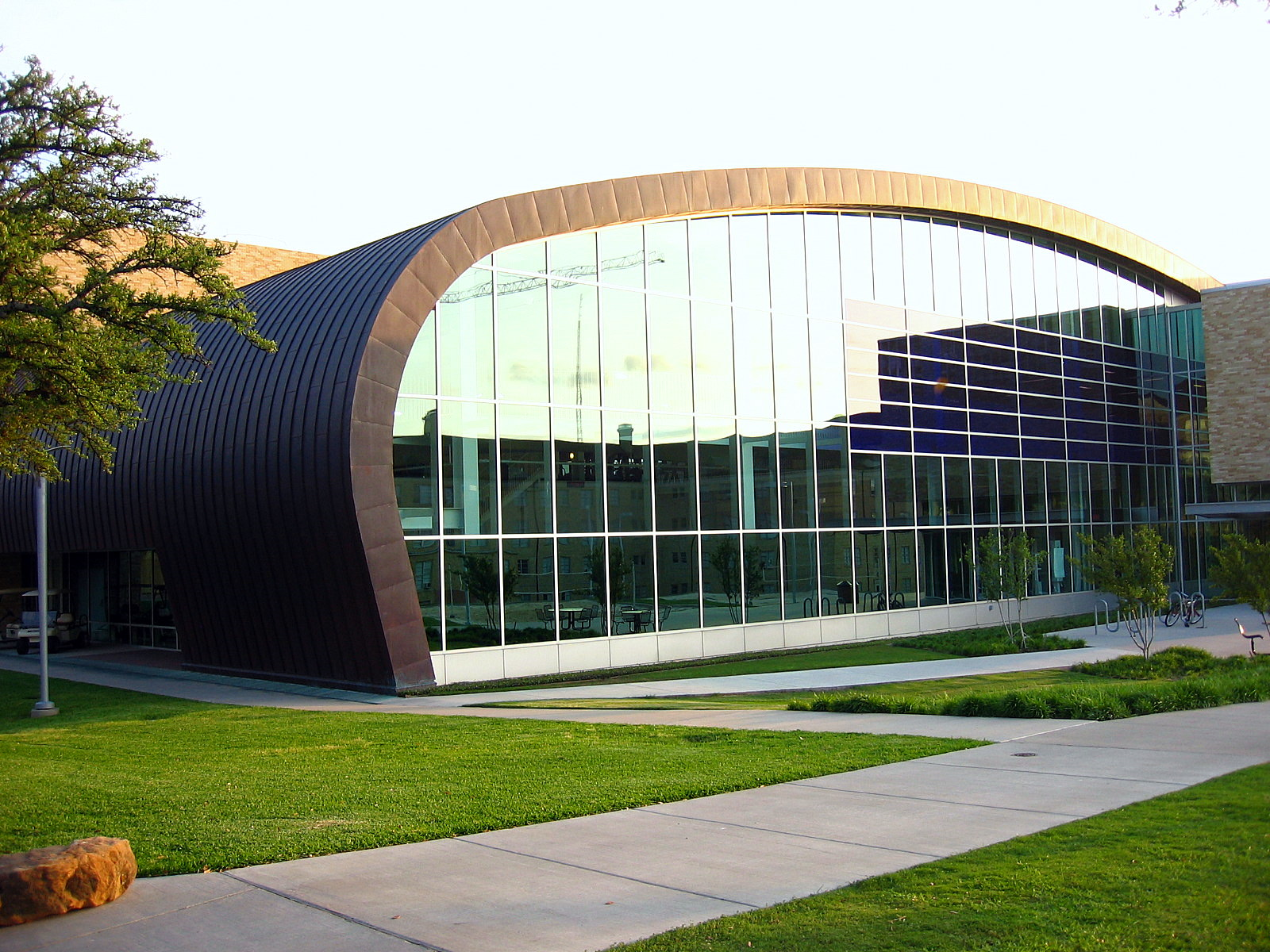
مرکز تفریحات دانشجویی دانشگاه تگزاس کریستین، اثر یزدانی در سال ۲۰۰۳ میلادی

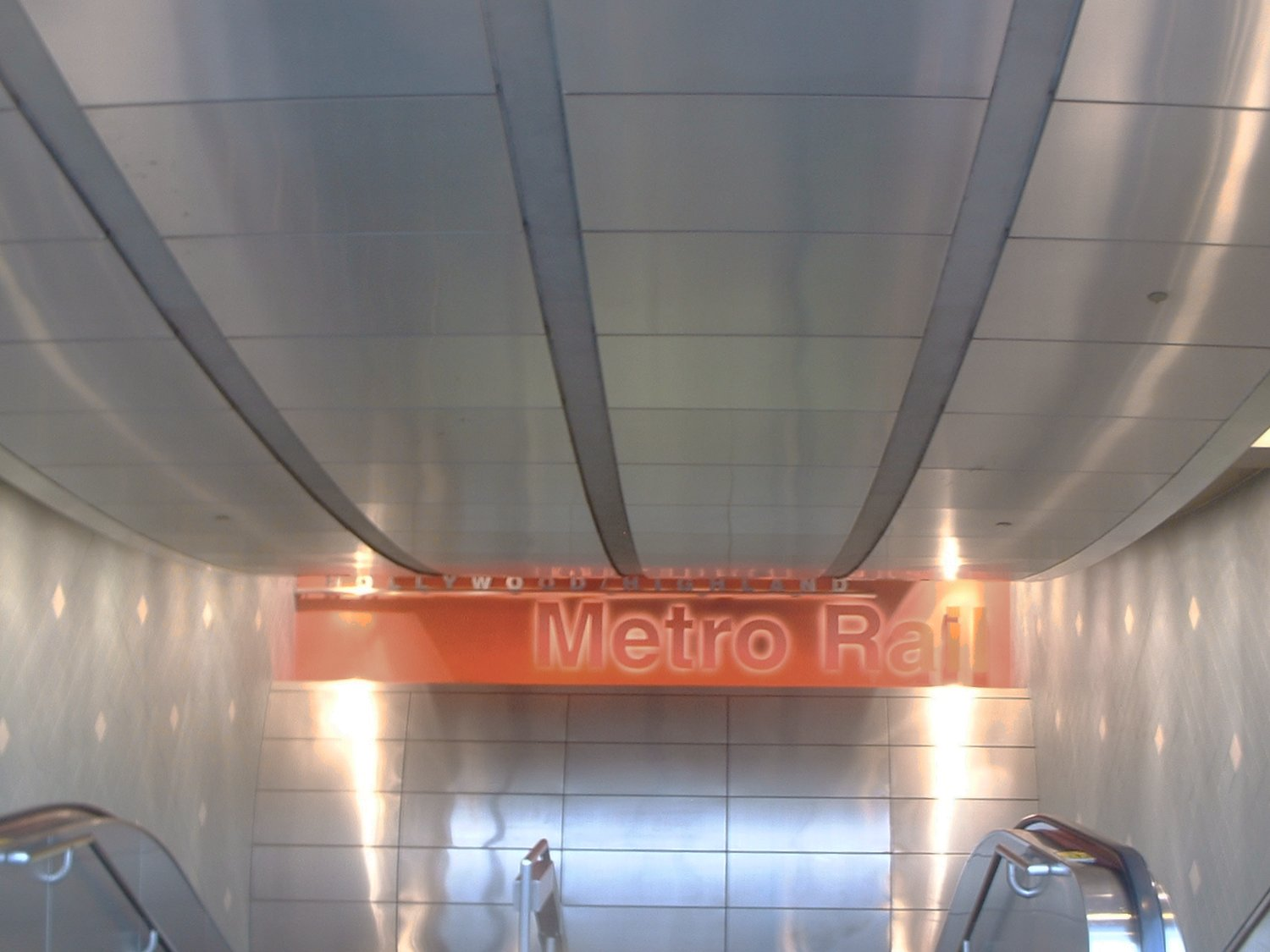
ورودی ایستگاه متروی هالیوود.

جوایز مهم یزدانی پس از سال ۲۰۰۰ عبارتند از:

- Merit Award, 2005. Los Angeles Chapter, AIA. Guangzhou TV & Sightseeing Tower
- Design Award, 2004. Chicago Athenaeum Duxton Plain Housing, Singapore
- Citation for Design Excellence, 2003. AIA Justice Facility Design Lloyd D. George Federal Building & US Courthouse
- Next LA Award, 200۲. Los Angeles Chapter, AIA. Tomihiro Museum of Shi-Ga, Japan
- Merit Award, 200۱ California Council, AIA. Lloyd D. George Federal Building & US Courthouse
- Honor Award, 2001 Nevada Chapter, AIA. Lloyd D. George Federal Building & US Courthouse
- Honor Award, 200۱ California Council, AIA. Vermont/Santa Monica Metro Station
- Merit Award, 2001. Los Angeles Chapter, AIA. Vermont/Santa Monica Metro Station
- Honor Award, 2000. General Services Administration Lloyd D. George Federal Building & US Courthouse
- American Architecture Award, 2000 The Chicago Athenaeum Vermont/Santa Monica Metro Station
- Honor Award, 2000. California Council of the AIA. El Sereno Pool & Recreation Center
- Merit Award, 2000. U.S. Department of Transportation. Vermont/Santa Monica Metro Station